# Björn Runge

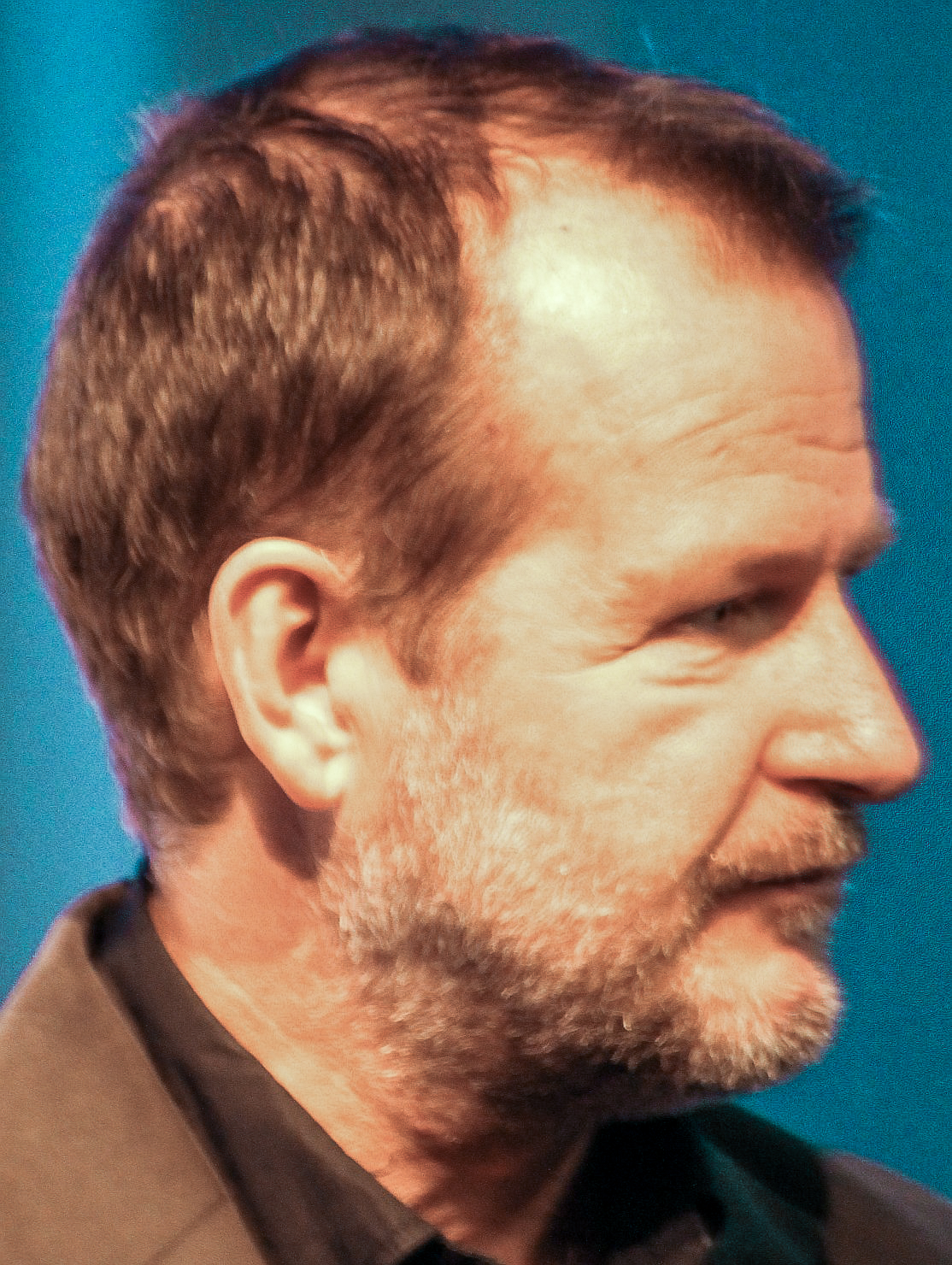
Björn Runge

Björn Lennart Runge (* 21. Juni 1961 in Lysekil) ist ein schwedischer Filmregisseur und Drehbuchautor.

## Leben
Björn Runge wurde 1961 im schwedischen Lysekil geboren und machte im Alter von 20 Jahren seine ersten Erfahrungen in der Filmindustrie. Von 1986 bis 1989 studierte er Regie am Dramatiska Institutet in Stockholm. 1996 drehte Runge mit Harry & Sonja seinen ersten Spielfilm.
Für seinen Film Om jag vänder mig om wurde Runge 2004 zweimal mit der Guldbagge ausgezeichnet, einmal für die beste Regie und einmal für das beste Drehbuch. Bei den Filmfestspielen in Berlin 2004 wurde dieser Film mit dem Silbernen Bären und als bester europäischer Film mit dem Blauen Engel ausgezeichnet. Für seinen Film Mun mot mun aus dem Jahr 2004 erhielt Runge im Folgejahr den Nordiska Rådets Filmpris. Nach einer längeren Schaffenspause drehte Runge den Film Die Frau des Nobelpreisträgers mit Glenn Close und Jonathan Pryce in den Hauptrollen, der im September 2017 im Rahmen des Toronto International Film Festivals seine Premiere feierte.
Björn Runges Ehefrau ist die Filmeditorin Lena Runge.

## Filmografie (Auswahl)
- 1996: Harry & Sonja
- 2003: Om jag vänder mig om
- 2004: Mun mot mun
- 2017: Die Frau des Nobelpreisträgers (The Wife)
- 2022: Burn All My Letters (Bränn alla mina brev)

## Auszeichnungen (Auswahl)
Guldbagge
- 2004: Auszeichnung für die Beste Regie (Om jag vänder mig om)
- 2004: Auszeichnung für das Beste Drehbuch (Om jag vänder mig om)

Internationale Filmfestspiele Berlin
- 2004: Auszeichnung mit dem Silbernen Bären (Om jag vänder mig om)
- 2004: Auszeichnung mit dem Blauen Engel (Om jag vänder mig om)
- 2004: Nominierung für den Goldenen Bären (Om jag vänder mig om)